# Ornithodoros nattereri
Ornithodoros nattereri är en fästingart som beskrevs av Warburton 1927. Ornithodoros nattereri ingår i släktet Ornithodoros och familjen mjuka fästingar. Inga underarter finns listade i Catalogue of Life.